# Cowan Bridge
Cowan Bridge – wieś w Anglii, w hrabstwie Lancashire. Leży 83 km na północ od miasta Manchester i 339 km na północny zachód od Londynu.